# Komite Internazionalistak
Komite Internazionalistak (KI, Comités Internacionalistas) es una organización de solidaridad internacionalista del País Vasco.

## Historia

### Nacimiento
Komite Internazionalistak surgió en el año 1979 al calor de la Revolución Sandinista en Nicaragua. Inicialmente su labor fue de solidaridad con el proceso nicaragüense y posteriormente se extendió a otros lugares como El Salvador, Guatemala, Palestina, Cuba, México, Colombia, Brasil, Venezuela, República Árabe Saharaui Democrática, etc. A finales de los años 80, fruto de una escisión surgió la organización Askapena vinculada orgánicamente a la izquierda abertzale.

### Ideología
Komite Internazionalistak se define como una organización anticapitalista  y antimperialista de solidaridad política con las luchas emancipatorias de los pueblos y no como una ONG de ayuda al desarrollo.

### Funcionamiento
Es un colectivo asambleario y por tanto no tiene órganos de dirección. Refieren que aúnan distintas sensibilidades, siempre dentro de una óptica antimperialista, anticapitalista, feminista y autónoma.
En 1992 surgió en Bilbao del seno de la organización una konpartsa, Mekauen, para la dinamización de las fiestas, la Aste Nagusia, reivindicar la calle para las actividades populares y extender sus reivindicaciones a ese espacio.
Participa en distintas plataformas y movilizaciones tanto a nivel del País Vasco como a nivel interenacional: de apoyo al boikot a Israel por la opresión sobre el pueblo palestino (BDS), de apoyo a la Revolución Bolivariana, contra el TTIP y los organismos financieros internacionales, de apoyo a represaliados, a favor de los barrios contra la especulación, Plataforma de apoyo a Kurdistán, Ongi Etorri Errefuxiatuak (apoyo a personas migrantes), con el movimiento de ocupación, etc.
Hace ya siete años creó Zirika Herri Gunea, calle Ronda 12, en Bilbao, un local en el que se organizan todo tipo de actividades por parte de organizaciones populares dentro del pensamiento crítico y anticapitalista.